# Ha Dae-sung
Ha Dae-sung (* 2. März 1985 in Incheon) ist ein ehemaliger südkoreanischer Fußballspieler.

## Karriere

### Klub
Nach der Mannschaft der Bupyeong High School wechselte Han Anfang 2004 in den Kader von Ulsan Hyundai. Nach zwei Jahren hier hieß seine nächste Station dann Daegu FC. Weitere drei Jahre später stand dann ein weiterer Wechsel zu Jeonbuk Hyundai an. Mit diesen wurde er in der Saison 2009 erstmals auch Meister. Nach einem Jahr zog es ihn direkt weiter zum FC Seoul, wo er prompt wieder Meister und Ligapokalsieger wurde. Eine zweite Meisterschaft mit Seoul gelang danach noch einmal in der Saison 2012.
Im Januar 2014 verließ er dann den FC Seoul wie auch Südkorea selbst und schloss sich in der Volksrepublik China Beijing Guoan an. Nach weiteren zwei Jahren wechselte er weiter nach Japan, wo er sich Mitte Januar 2016 dann dem FC Tokyo anschloss. Bereits im Sommer des Jahres folgte dann eine Leihe zu Nagoya Grampus, welche über ein halbes Jahr lief. Nach seiner Rückkehr verblieb er aber nicht lang weiter beim FC Tokyo und wechselte Mitte Januar 2017 bereits wieder zurück in sein Heimatland. Erneut beim FC Seoul spielte er hier noch einmal bis zum Saisonende 2019 und beendete danach seine Karriere.

### Nationalmannschaft
Sein erstes bekanntes Spiel für die südkoreanische Nationalmannschaft war am 14. November 2008 bei einem 1:1-Freundschaftsspiel gegen Katar. Ein weiteres Freundschaftsspiel folgte danach noch 2009 und sein nächster Einsatz fand erst darauf wieder im Februar 2012 statt. Hier kam er unter anderem auch in zwei Spielen der Qualifikation für die Weltmeisterschaft 2014 zum Einsatz. Weitere Einsätze folgten dann 2013 mit unter anderem zwei Spielen bei der Ostasienmeisterschaft 2013. In den Vorbereitungsspielen für die Weltmeisterschaft 2014 kam er dann auch in zwei Fällen zum Einsatz. Bei dem Turnier selbst stand er auch im Kader, erhielt jedoch keinerlei Einsatzminute. Danach wurde er auch nicht mehr berücksichtigt.